# アビエルト・メキシコ・ロス・カボス
アビエルト・メキシコ・ロス・カボス（スペイン語: Abierto Mexico Los Cabos）は、メキシコのロス・カボスで開催されるATPツアー250のテニストーナメントである。2015年まで開催されたコロンビア・オープンに替わり2016年から新設された。初開催となる2016年はリオデジャネイロオリンピックと同じ週に開催された。

## 大会歴代優勝者

### シングルス
| 年   | 優勝者                   | 準優勝者                         | 決勝結果      |
| ---- | ------------------------ | -------------------------------- | ------------- |
| 2025 | デニス・シャポバロフ     | アレクサンダル・コバチェビッチ   | 6-4, 6-2      |
| 2024 | ジョーダン・トンプソン   | キャスパー・ルード               | 6-3, 7-6(7-4) |
| 2023 | ステファノス・チチパス   | アレックス・デミノー             | 6-3, 6-4      |
| 2022 | ダニール・メドベージェフ | キャメロン・ノリー               | 7-5, 6-0      |
| 2021 | キャメロン・ノリー       | ブランドン・ナカシマ             | 6-2, 6-2      |
| 2020 | 開催無し                 | 開催無し                         | 開催無し      |
| 2019 | ディエゴ・シュワルツマン | テイラー・フリッツ               | 7-6(8-6), 6-3 |
| 2018 | ファビオ・フォニーニ     | フアン・マルティン・デル・ポトロ | 6-4, 6-2      |
| 2017 | サム・クエリー           | タナシ・コッキナキス             | 6-3, 3-6, 6-2 |
| 2016 | イボ・カロビッチ         | フェリシアーノ・ロペス           | 7-6(7-5), 6-2 |

### ダブルス
| 年   | 優勝者                                               | 準優勝者                                          | 決勝結果           |
| ---- | ---------------------------------------------------- | ------------------------------------------------- | ------------------ |
| 2019 | ロマン・アルネオド ウーゴ・ニス                      | ドミニク・イングロット オースティン・クライチェク | 7-5, 5-7, [16-14]  |
| 2018 | マルセロ・アレバロ ミゲル・アンヘル・レジェス=バレラ | テイラー・フリッツ タナシ・コッキナキス           | 6-4, 6-4           |
| 2017 | フアン・セバスティアン・カバル トレト・ユーイ        | セルジオ・ガルドス ロベルト・メイティン           | 6-2, 6-3           |
| 2016 | プラブ・ラジャ ディビジ・シャラン                    | ジョナサン・エルリック ケン・スクプスキ           | 7-6(7-4), 7-6(7-3) |